# Гойцерт
Гойцерт (нім. Heuzert) — громада в Німеччині, розташована в землі Рейнланд-Пфальц. Входить до складу району Вестервальд. Складова частина об'єднання громад Гахенбург.
Площа — 2,13 км2. Населення становить 117 ос. (станом на 31 грудня 2020).